# Misano di Gera d’Adda

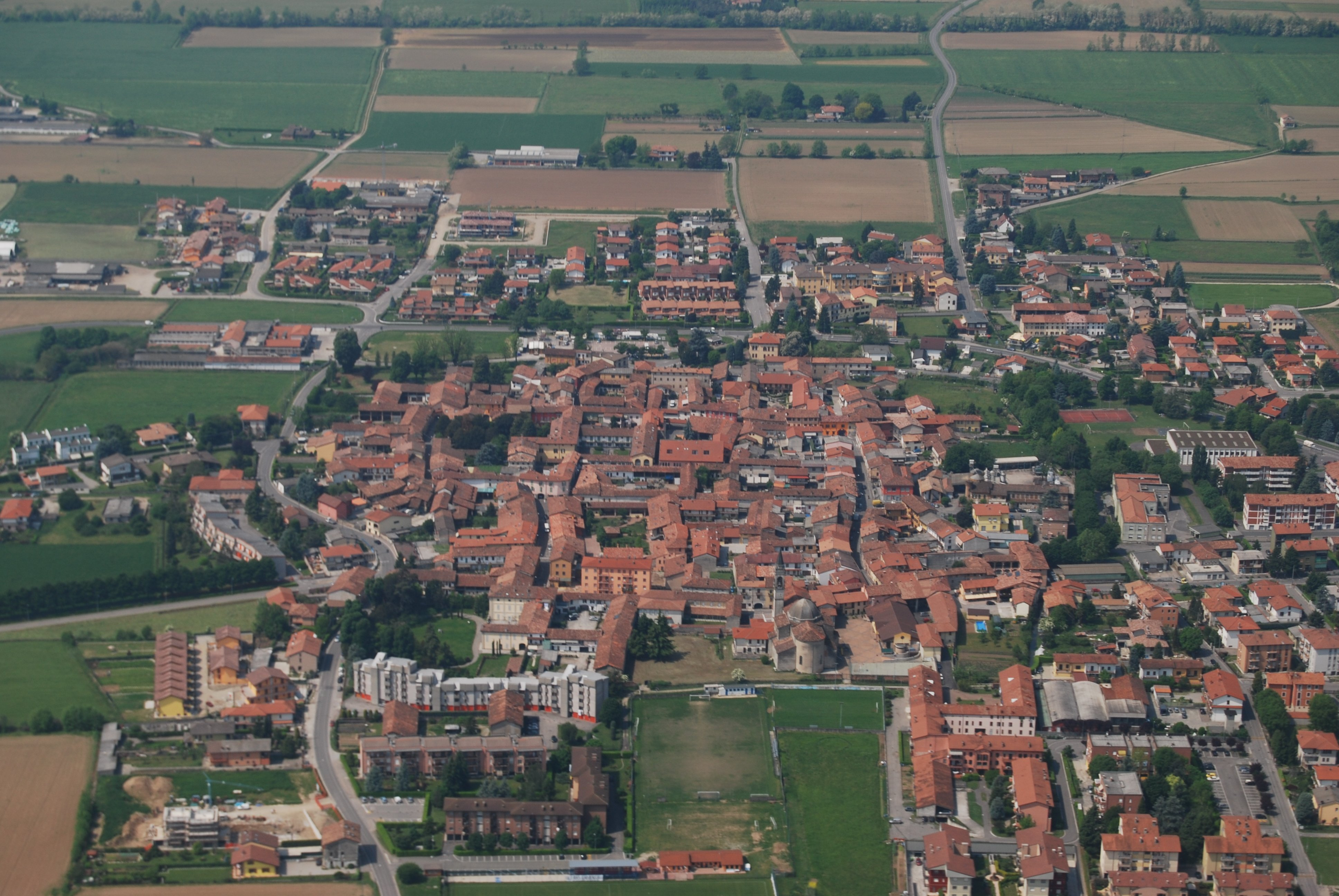
Misano di Gera d’Adda aus der Luft

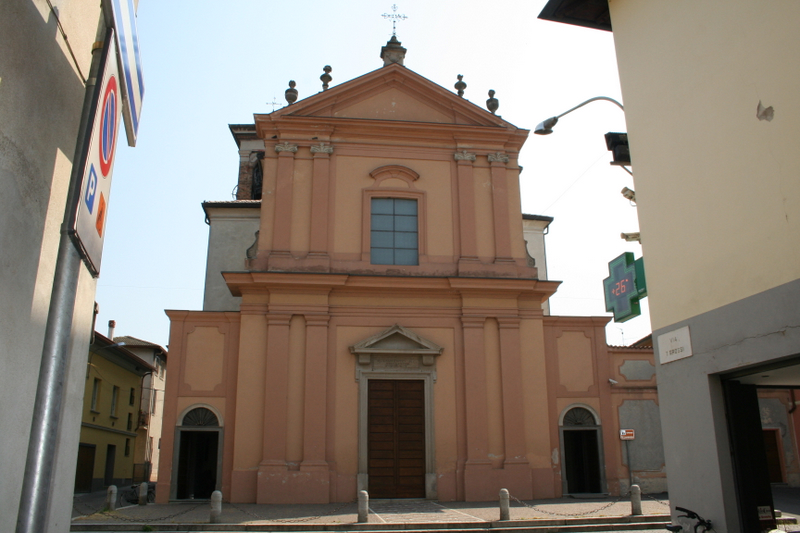
Kirche San Lorenzo

Misano di Gera d’Adda ist eine italienische Gemeinde in der Provinz Bergamo in der Region Lombardei mit 2976 Einwohnern (Stand 31. Dezember 2023).

## Geographie
Misano di Gera d’Adda liegt 25 km südlich der Provinzhauptstadt Bergamo und 35 km östlich der Metropole Mailand.
Die Nachbargemeinden sind Calvenzano, Capralba (CR), Caravaggio und Vailate (CR).

## Sehenswürdigkeiten
- Der Palazzo Visconti Guida Fugazzola stammt aus dem 18. Jahrhundert. Er ist aktueller Sitz der Ortsverwaltung.
- Die Pfarrkirche San Lorenzo stammt aus dem 10. Jahrhundert. Sie wurde im 16. und 17. Jahrhundert ausgebaut, so wie 1934 erneut restauriert.
- Die Kirche Santa Maria Assunta stammt aus dem 15. Jahrhundert. Die Kapelle San Rocco wurde im 17. Jahrhundert errichtet.